# Djed Spence
Pour les articles homonymes, voir Spence.
Djed Spence, né le 9 août 2000 à Londres en Angleterre, est un footballeur anglais qui évolue au poste d'arrière droit au Tottenham Hotspur.

## Biographie

### Middlesbrough
Né à Londres en Angleterre, Djed Spence est formé par l'un des clubs de la capitale, le Fulham FC, où il n'a toutefois pas sa chance en équipe première. Lors de l'été 2018, il rejoint Middlesbrough après un essai convaincant avec l'équipe réserve.
Spence fait ses débuts avec les professionnels le 14 août 2018, en Coupe de la Ligue anglaise contre Notts County. Il entre en jeu à la place de Dael Fry. Les deux équipes font match nul (3-3), puis Middlesbrough s'impose aux tirs au but ce jour-là,.
Il réalise sa première apparition en Championship le 7 décembre 2019, face à Charlton Athletic, où il est titulaire et où son équipe s'impose (1-0). Le 26 décembre suivant, à nouveau titulaire, il inscrit son premier but en professionnel, lors d'un match de championnat face à Huddersfield Town. Ce but permet à son équipe de s'imposer (1-0). En janvier 2020, il remporte le prix du jeune joueur du mois de décembre de l'EFL. Le 3 février 2020, Spence prolonge son contrat jusqu'en 2023.

### Nottingham Forest
Le 31 août 2021, il est prêté à Nottingham Forest pour une saison. Il inscrit son premier but pour Nottingham Forest le 2 octobre 2021, à l'occasion d'une rencontre de championnat face au Birmingham FC, contribuant ainsi à la victoire de son équipe par trois buts à zéro,.

### Tottenham Hotspur puis prêté à Rennes
Le 19 juillet 2022, Djed Spence quitte définitivement Middlesbrough pour s'engager en faveur de Tottenham Hotspur. Il signe un contrat de cinq ans. 
Après une première partie de saison avec peu de match (6 au total avec les spurs) et pour pallier les blessures des deux latéraux rennais : Hamari Traoré et Lorenz Assignon il signe un prêt de cinq mois sans option d'achat au Stade rennais FC.
Spence joue son premier match pour Rennes le 4 février 2023 face au LOSC Lille, en championnat. Il est titularisé et son équipe s'incline (1-3 score final).
Le 30 août 2023, Djed Spence est cette fois prêté à Leeds United, en deuxième division anglaise, pour une saison.
Début janvier 2024, Spence fait finalement son retour à Tottenham, qui met fin à son prêt. Il est toutefois de nouveau prêté le 11 janvier 2024, cette fois-ci au Genoa CFC jusqu'à la fin de la saison.

## Statistiques
| Saison                | Club                     | Championnat           | Championnat | Championnat | Coupe(s) nationale(s) | Coupe(s) nationale(s) | Compétition(s) continentale(s) | Compétition(s) continentale(s) | Compétition(s) continentale(s) | Play-offs | Play-offs | Supercoupe de l'UEFA | Supercoupe de l'UEFA | Total | Total |
| Saison                | Club                     | Division              | M.          | B.          | M.                    | B.                    | Comp.                          | M.                             | B.                             | M.        | B.        | M.                   | B.                   | M.    | B.    |
| 2018-2019             | Middlesbrough FC         | Championship          | 0           | 0           | 2                     | 0                     | -                              | -                              | -                              | -         | -         | -                    | -                    | 2     | 0     |
| 2019-2020             | Middlesbrough FC         | Championship          | 22          | 1           | 2                     | 0                     | -                              | -                              | -                              | -         | -         | -                    | -                    | 24    | 1     |
| 2020-2021             | Middlesbrough FC         | Championship          | 38          | 1           | 2                     | 0                     | -                              | -                              | -                              | -         | -         | -                    | -                    | 40    | 1     |
| 2021-2022             | Middlesbrough FC         | Championship          | 3           | 0           | 1                     | 0                     | -                              | -                              | -                              | -         | -         | -                    | -                    | 4     | 0     |
| Sous-total            | Sous-total               | Sous-total            | 63          | 2           | 7                     | 0                     | -                              | -                              | -                              | -         | -         | -                    | -                    | 70    | 2     |
| 2021-2022             | Nottingham Forest (prêt) | Championship          | 39          | 2           | 4                     | 1                     | -                              | -                              | -                              | 3         | 0         | -                    | -                    | 46    | 3     |
| 2022-2023             | Tottenham Hotspur        | Premier League        | 4           | 0           | 2                     | 0                     | C1                             | 0                              | 0                              | -         | -         | -                    | -                    | 6     | 0     |
| 2024-2025             | Tottenham Hotspur        | Premier League        | 25          | 1           | 5                     | 1                     | C3                             | 4                              | 0                              | -         | -         | -                    | -                    | 34    | 2     |
| 2025-2026             | Tottenham Hotspur        | Premier League        | 1           | 0           | 0                     | 0                     | C1                             | 0                              | 0                              | -         | -         | 1                    | 0                    | 2     | 0     |
| Sous-total            | Sous-total               | Sous-total            | 31          | 1           | 7                     | 1                     | -                              | 4                              | 0                              | -         | -         | 1                    | 0                    | 43    | 2     |
| 2022-2023             | Stade rennais FC (prêt)  | Ligue 1               | 8           | 0           | -                     | -                     | C3                             | 2                              | 0                              | -         | -         | -                    | -                    | 10    | 0     |
| 2023-2024             | Leeds United (prêt)      | Championship          | 7           | 0           | -                     | -                     | -                              | -                              | -                              | -         | -         | -                    | -                    | 7     | 0     |
| 2023-2024             | Genoa CFC (prêt)         | Serie A               | 16          | 0           | -                     | -                     | -                              | -                              | -                              | -         | -         | -                    | -                    | 16    | 0     |
| Total sur la carrière | Total sur la carrière    | Total sur la carrière | 164         | 5           | 18                    | 2                     | -                              | 6                              | 0                              | 3         | 0         | 1                    | 0                    | 192   | 7     |

## Palmarès

### En club
Tottenham Hotspur
- Ligue Europa (1) :
  - Vainqueur en 2025[18]’[19]

### Distinctions personnelles
- Membre de l'équipe type du Championnat d'Angleterre de deuxième division en 2021-2022